# Anaxyrus compactilis
Anaxyrus compactilis är en groddjursart som först beskrevs av Wiegmann 1833.  Anaxyrus compactilis ingår i släktet Anaxyrus och familjen paddor. IUCN kategoriserar arten globalt som livskraftig. Inga underarter finns listade i Catalogue of Life.